# Das Bombardement
Das Bombardement (Dänisch: Skyggen i mit øje, deutschsprachiger Alternativtitel: Schatten in meinen Augen) ist ein im Jahr 2021 veröffentlichter dänischer Historienfilm von Ole Bornedal.
Das Filmdrama erzählt von einem Luftangriff der Royal Air Force (RAF) auf die Schule Institut Jeanne d’Arc während des Luftangriffs auf die Gestapozentrale Kopenhagen.

## Handlung
Im Jahr 1945, zur Zeit der deutschen Besetzung Dänemarks, beschießt ein Flugzeug der RAF aus einem Missverständnis heraus ein Auto mit mehreren Brautjungfern. Die RAF-Piloten Peter und Andy erfahren von Major Truelson (einem Agenten des dänischen Nachrichtendienstes) von ihrer versehentlichen Tötung von Zivilisten.
Der Junge Henry, der diesen Vorfall mitbekommt, ist davon traumatisiert und verliert seine Fähigkeit zu sprechen. Seine Eltern schicken ihn zur Genesung nach Kopenhagen. Während seines Aufenthaltes in Kopenhagen wohnt Henry bei seiner Cousine Rigmor und ihrer Familie. Henry lernt auch Rigmors Freundin Eva kennen. Rigmor und Eva besuchen das Institut Jeanne d’Arc, eine französischsprachige römisch-katholische Schule, deren Unterricht von Nonnen unter der Leitung von Ordensschwester Hanna geführt wird. Rigmor und Eva helfen Henry, sein Trauma zu überwinden, einschließlich seiner Angst, unter freiem Himmel zu laufen. Währenddessen kämpft eine junge Novizin namens Schwester Teresa mit ihrem Gottesglauben. Bei dem Versuch, Gottes Existenz zu beweisen, sucht Teresa die Nähe zu Frederik, einem Offizier der mit den Besatzern kooperierenden Hilfspolizei in Dänemark, den sie erst für eine Inkarnation des Bösen hält und den sie küsst, um herauszufinden, ob sie der Zorn Gottes trifft. Teresa unterrichtet auch die Klasse von Eva und Rigmor.
Auf Ersuchen des dänischen Widerstands willigt die RAF ein, das Shellhus, das Gestapo-Hauptquartier in Kopenhagen, zu bombardieren, mit dem Ziel, inhaftierte Widerstandskämpfer zu befreien und Gestapo-Dokumente zu vernichten. Um den Angriff zu verhindern oder die Kosten eines Bombenangriffs zu erhöhen, sperrt die Gestapo mehrere in Gewahrsam befindliche dänische Widerstandskämpfer im Dachstuhl des Shellhus ein. Dennoch wird der als Operation Karthago benannte Angriff durchgeführt. Ausgeführt wird dieser von mehreren de-Havilland-Mosquito-Jagdbombern der RAF, der Royal Australian Air Force und der Royal New Zealand Air Force, welche wiederum von P-51-Mustang-Jagdflugzeugen der RAF eskortiert werden.
Am Tag des Angriffs streitet sich Eva mit ihren Eltern, da sie eine Schüssel Haferbrei nicht aufessen will. Während der Unterrichtszeit kündigt Ordensschwester Hanna gegenüber Teresa an, diese aufgrund ihrer Beziehung zu Frederik aus dem Orden auszuschließen und von der Schule zu verweisen. Die Flugzeuge der Streitkräfte des Commonwealths greifen das vereinbarte Ziel, das Shellhus, an. Im darauffolgenden Chaos nutzen mehrere dänische Widerstandskämpfer die Gelegenheit zur Flucht. Bereits im Anflug auf das Shellhus stürzt ein Flugzeug in der Nähe der Schule von Teresa ab. Da nun von dort aus Rauch aufsteigt, wird das Schulgebäude von anderen Jagdbombern mit dem getroffenen Shellhus verwechselt und bombardiert, in dessen Folge zahlreiche Schüler, Lehrkräfte und Nonnen getötet und verwundet werden. 
Nach dem Luftangriff auf die Schule erlangt Henry allmählich seine Sprachfähigkeit zurück und hilft der Feuerwehr, die Opfer zu identifizieren. Rigmor und Teresa sind unter den Trümmern inmitten von aus beschädigten Rohrleitungen aufsteigendem Wasser gefangen. Rigmor ertrinkt durch das im Keller aufsteigende Wasser. Frederik bekommt den Angriff mit und versucht Teresa zu retten. Als er sie mit einer von der Feuerwehr ausgehändigten Pumpe erreicht, springt sie jedoch, möglicherweise um nach Rigmor zu suchen, ins Wasser. Infolgedessen stürzen weitere Trümmer ab, die sowohl sie als auch Frederik töten. 
Evas Eltern sind verzweifelt, als sie ihre Tochter nicht finden können, und ihr Vater bedauert, mit ihr wegen des Haferbreis gestritten zu haben. Nachdem Henry Evas Mutter gegenüber erwähnt, dass Eva nach Hause gegangen sein könnte, findet diese ihre Tochter zu Hause vor; den Brei essend, den sie noch vor der Schule abgelehnt hatte.

## Produktion und Veröffentlichung
Dreharbeiten fanden unter anderem in Prag statt.
Im November 2021, nach Kinostart, gab die Filmgesellschaft Miso Film bekannt, dass eine Szene, in der ein Pilot irrtümlich ein ziviles Auto beschießt und alle Insassen tötet, nachträglich entfernt wird. Der Entscheidung vorausgegangen war eine öffentliche Beschwerde der Familie des Piloten. Die Szene beruhte nicht auf einer wahren Begebenheit und war von den Filmemachern frei erfunden worden.
Netflix erwarb Ende März 2022 die internationalen Vertriebsrechte für den Film und veröffentlichte den Film mit der beanstandeten Szene wenig später.
Am 30. August 2024 wurde der Film auf 3sat gezeigt.

## Bewertung
Laut Rotten Tomatoes konnte der Film sowohl Hobby- als auch hauptberufliche Filmkritiker überzeugen.